# Sunnan Staton
Sunnan Station (Sunnan stasjon) var en jernbanestation på Nordlandsbanen, der lå ved bebyggelsen Sunnan i Steinkjer kommune i Norge.
Stationen åbnede 15. november 1905 som endestation for den daværende Hell–Sunnanbanen, nu en del af Nordlandsbanen. Statussen som endestation kom til at vare et par årtier, da der var uenighed i Innherred om banens videre forløb nordpå. Det næste stykke videre til Snåsa blev taget i brug 30. oktober 1926. Fra 31. maj 1970 var stationen kun bemandet efter behov, og efterfølgende blev den så nedgraderet til trinbræt 1. februar 1971. Stationen blev nedlagt 29. maj 1988.
Stationsbygningen stod oprindeligt på Hell Station, hvor den var blevet opført i 1881 efter tegninger af Peter Andreas Blix. Hell fik imidlertid en ny stationsbygning i 1902 i forbindelse med etableringen af Hell–Sunnanbanen. Den gamle bygning blev derefter flyttet til Sunnan og genopført der i 1905. Bygningen blev revet ned i 1978. Stationen har desuden haft en remise og en drejeskive, der også er blevet fjernet med tiden.